# Grantha
Le grantha (du sanskrit ग्रन्थ grantha) est une ancienne écriture qui était prévalente dans le sud de l'Inde jusqu'au début du XXe siècle.

## Le grantha et le sanskrit
Bien qu'aujourd'hui le sanskrit soit quasi exclusivement écrit à l'aide du devanāgarī, il lui manquait une écriture standard à ses débuts. Le grantha fut utilisé pour noter le sanskrit dans les régions tamoulophones de l'Asie du Sud jusqu'au XIXe siècle. Au début du XXe siècle, il commença à être remplacé par le devanagari dans les écrits religieux et savants, et par l'alphabet tamoul (agrémenté de diacritiques) dans les textes populaires.

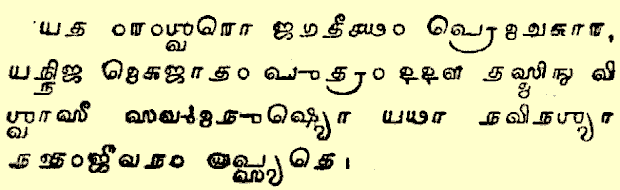
Saint Jean III, 16 écrit en grantha.
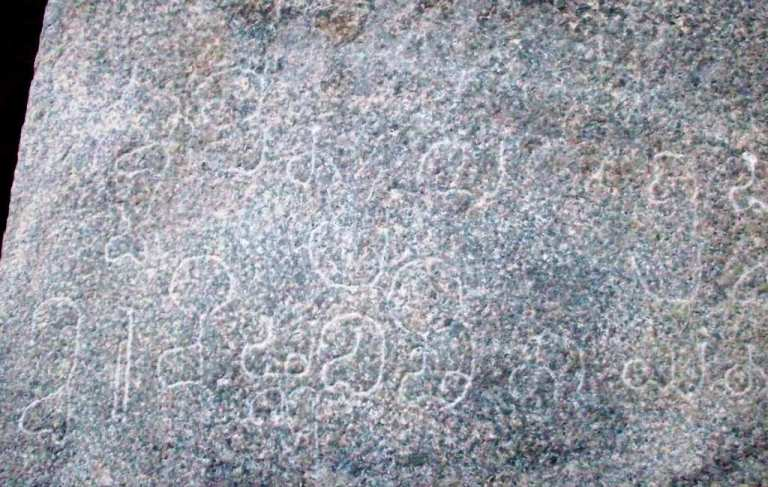
Inscription en grantha au temple de Mandagappattu (Tamil Nadu, Inde).

Le grantha fut aussi employé historiquement pour noter le manipravalam tamoul-sanskrit, un mélange de tamoul et de sanskrit utilisé dans les exégèses des textes sanskrits. Cette situation aboutit à un système franchement complexe dans lequel les mots tamouls devaient être notés en alphabet tamoul et les mots sanskrits en grantha. Vers le XVe siècle, le système avait atteint une telle complexité qu'un même mot pouvait être écrit en partie dans un alphabet, en partie dans l'autre : la racine sanskrite en grantha, les suffixes en tamoul. Ce système tomba en désuétude lorsque le manipravalam perdit sa popularité, mais par habitude, les textes imprimés qui étaient à l'origine en manipravalam continuèrent à l'employer jusqu'au milieu du XXe siècle.
À notre époque, le grantha est encore utilisé dans le domaine religieux par les hindous orthodoxes tamoulophones. Il est en effet utilisé pour noter le nom d'un enfant pour la première fois durant la cérémonie du nāmikarṇa, ou bien pour des formules traditionnelles dans les almanachs.

## Le grantha et le tamoul
On pense que le tamoul fut écrit en grantha durant une certaine période, mais de nos jours, le tamoul a son propre alphabet.
Certains essais d'emprunts de mots sanskrits en tamoul eurent lieu de par le passé ; bien qu'il existe des règles d'emprunts bien définies pour écrire les mots étrangers en tamoul, certaines personnes notaient ces mots en grantha.